# Гальбулимима
Гальбулимима (лат. Galbulimima) — монотипный род растений монотипного семейства Гимантандровые (Himantandraceae) порядка Магнолиецветные (Magnoliales). Включает единственный вид — Гальбулимима Белграва (Galbulimima belgraveana).

## Название
В 1887 году Фердинанд фон Мюллер, исследователь флоры Австралии, дал этому роду номенклатурное название Himantandra (Гимантандра), но не описал его. Позже Фредерик Мэнсон Бейли описал этот род под именем Galbulimima (Гальбулимима). В данное время номенклатурным считается второе название.
В 1917 году немецкий ботаник Людвиг Дильс дал название семейству, в которое входит этот род, по первому наименованию рода — Himantandraceae (Гимантандровые).

## Ботаническое описание
Довольно высокие деревья. Листья простые, цельные, перистонервные, кожистые, лишенные прилистников. Нижняя поверхность листьев, так же как веточки, цветоножки и прицветнички (в том числе колпачки, покрывающие бутон), густо покрыты характерными бурыми щитовидными волосками.
Цветки относительно довольно крупные, одиночные, расположены на верхушках коротких пазушных побегов или наряду с верхушечным цветком имеется также один или два боковых цветка, что указывает на то, что в прошлом было развито верхоцветное соцветие, которое впоследствии редуцировалось до одного верхушечного цветка. Пыльцевые зерна однобороздные, почти гладкие, более мелкие и более шаровидные, чем у дегенерии. Цветки гальбулимимы опыляются жуками, но детали процесса опыления не изучены.
Плоды шарообразные, мясистые, красные, 6—10-гнёздные. Семена с маленьким зародышем и обильным маслянистым эндоспермом.

## Распространение
Произрастает в тропической зоне: в восточной Малайзии, на Молуккских островах, Сулавеси, в Новой Гвинеи, в северной Австралии и на Соломоновых островах.

## Синонимы
Семейства
- Galbulimimaceae Baum.-Bod. (1988), nom. nud.

Рода
- Himantandra F.Muell. (1887), nom. inval. — Гимантандра
- Himantandra F.Muell. ex Diels (1912)

Вида
- Eupomatia belgraveana F.Muell. (1887)
- Galbulimima baccata F.M.Bailey (1894)
- Galbulimima nitida (Baker f. & Norman) Sprague (1923)
- Galbulimima parvifolia (Baker f. & Norman) Sprague (1923)
- Himantandra baccata (F.M.Bailey) Diels (1917)
- Himantandra nitida Baker f. & C.Norman (1923)
- Himantandra parvifolia Baker f. & C.Norman (1923)